# 1564 en philosophie
Chronologie de la philosophie
- 1560
- 1561
- 1562
- 1563
- 1564
- 1565
- 1566
- 1567
- 1568

L’année 1564 a été marquée, en philosophie, par les événements suivants :

## Publications
- Pedro da Fonseca :  "Institutionum Dialecticarum Libri Octo" (Lisbonne, 1564), texte latin en ligne ;